# Stazione meteorologica di Colonna
La stazione meteorologica di Colonna è la stazione meteorologica di riferimento relativa alla località di Colonna.

## Coordinate geografiche
La stazione meteorologica è situata nell'Italia centrale, in provincia di Roma, nel comune di Colonna, a 350 metri s.l.m. e alle coordinate geografiche 41°50′N 12°45′E.

## Dati climatologici
Secondo i dati medi del trentennio 1961-1990, la temperatura media del mese più freddo, gennaio, è di +7,5 °C, mentre quella del mese più caldo, agosto, si attesta a +23,4 °C.
Le precipitazioni medie annue, prossime ai 1.000 mm, presentano un picco molto accentuato in autunno ed un minimo relativo estivo.
| Colonna             | Mesi | Mesi | Mesi | Mesi | Mesi | Mesi | Mesi | Mesi | Mesi | Mesi | Mesi | Mesi | Stagioni | Stagioni | Stagioni | Stagioni | Anno |
| Colonna             | Gen  | Feb  | Mar  | Apr  | Mag  | Giu  | Lug  | Ago  | Set  | Ott  | Nov  | Dic  | Inv      | Pri      | Est      | Aut      | Anno |
| ------------------- | ---- | ---- | ---- | ---- | ---- | ---- | ---- | ---- | ---- | ---- | ---- | ---- | -------- | -------- | -------- | -------- | ---- |
| T. max. media (°C)  | 12,6 | 14,2 | 16,5 | 19,1 | 24,3 | 28,4 | 31,5 | 31,4 | 27,5 | 22,7 | 17,2 | 13,0 | 13,3     | 20,0     | 30,4     | 22,5     | 21,5 |
| T. min. media (°C)  | 2,5  | 3,6  | 4,6  | 6,3  | 9,7  | 12,8 | 14,8 | 15,4 | 13,2 | 9,0  | 5,3  | 2,6  | 2,9      | 6,9      | 14,3     | 9,2      | 8,3  |
| Precipitazioni (mm) | 78   | 76   | 89   | 88   | 62   | 59   | 19   | 47   | 92   | 114  | 162  | 97   | 251      | 239      | 125      | 368      | 983  |